# Limburg-Weilburg
Limburg-Weilburg là một huyện ở phía tây của Hesse, Đức. Các huyện giáp ranh là: Lahn-Dill, Hochtaunuskreis, Rheingau-Taunus, Rhein-Lahn, Westerwaldkreis.

## Lịch sử
Năm 1867, huyện Oberlahn với thủ phủ là Weilburg được thành lập, năm 1886, huyện Limburg an der Lahn với thủ phủ là Limburg được thành lập. Hai huyện này được sáp nhập vào năm 1974 trong cuộc tổ chức lại các huyện ở bang Hesse.

## Địa lý
Huyện này tọa lạc giữa hai vùng núi chính Westerwald và Taunus. Sông chính chảy qua khu vực là Lahn, nhánh của sông Rhine.

## Huy hiệu
| Coat of arms | Huy hiệu gồm hai biểu tượng chính của hai huyện cũ. |

## Thị xã và đô thị

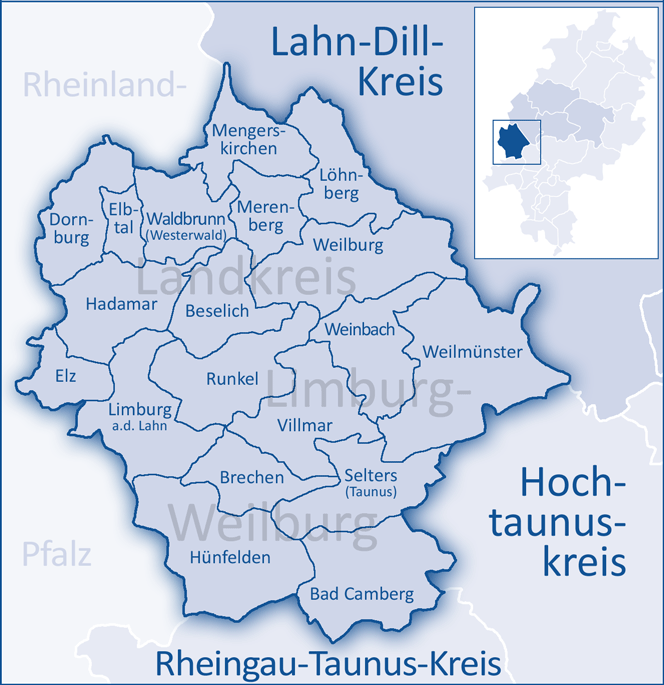

| Thị xã                                                                 | Đô thị                                                                       |                                                                                              |
| ---------------------------------------------------------------------- | ---------------------------------------------------------------------------- | -------------------------------------------------------------------------------------------- |
| 1. Bad Camberg 2. Hadamar 3. Limburg an der Lahn 4. Runkel 5. Weilburg | 1. Beselich 2. Brechen 3. Dornburg 4. Elbtal 5. Elz 6. Hünfelden 7. Löhnberg | 1. Mengerskirchen 2. Merenberg 3. Selters 4. Villmar 5. Waldbrunn 6. Weilmünster 7. Weinbach |